# Do Not Disturb - Non disturbare
Do Not Disturb - Non disturbare (Do Not Disturb) è un film del 1999 diretto da Dick Maas.
Film thriller prodotto nei Paesi Bassi, con protagonisti William Hurt e Jennifer Tilly.

## Trama
Walter Richmond lavora per l'industria farmaceutica. Insieme alla moglie Cathryn e alla figlia di dieci anni Melissa, una bambina muta ma capace di udire, si reca una settimana ad Amsterdam per affari e per svago. La famiglia ha prenotato una stanza all'Hotel Europa, assediato dai fan del cantante Billy Boy Manson, ospite del lussuoso albergo.
Dopo essere andata alla toilette, Melissa si perde e va in cerca dell'amico di famiglia che la stava aspettando. Improvvisamente, diventa involontaria testimone di un omicidio perpetrato dall'imprenditore Hartman e dal sicario Bruno Decker ai danni dell'avvocato Van Der Molen. I due si accorgono della presenza di Melissa: Hartman incarica il complice di inseguirla mentre si libera del cadavere. In seguito ad una rocambolesca fuga, la piccola capita nella barca di un senzatetto tossicodipendente che l'aiuta a scappare, finché Melissa, raggiunta da Decker, riesce nuovamente a sfuggirgli salendo su un'auto della polizia e finendo contro un locale all'impazzata.
Al commissariato, Walter e Cathryn possono riabbracciare la bambina, che racconta, attraverso la lingua dei segni, ciò che ha visto. Intanto, Richmond incontra nel bar dell'albergo un imprenditore per concludere un affare riguardante un farmaco. Questi non è altri che Hartman, il quale scopre così che la ragazzina alloggia nell'hotel. Ordina quindi al sicario di sbarazzarsi di lei, ma una nuova serie di avventure e di scaltri stratagemmi di Melissa strappano la piccola al suo inseguitore, mentre Decker trova la morte.
Rimasta ferita, Melissa è condotta in ospedale, dove Walter viene a conoscenza delle vere intenzioni di Hartman, che lo voleva truffare, e della sua implicazione nell'omicidio. L'avvocato di Hartman era infatti Van Der Molen, ucciso perché aveva scoperto che il farmaco aveva effetti collaterali, e non era disposto ad accettarlo. I poliziotti decidono allora di tendere una trappola al criminale. L'imprenditore riesce tuttavia a impadronirsi dell'ambulanza su cui era stata caricata la bambina per essere trasportata in un altro ospedale in modo da depistarlo, ma al termine di un inseguimento rimane ucciso. È il lieto fine.

## Promozione
(Tagline inglese del film)
(Tagline italiana del film)

## Distribuzione
Di seguito la tabella della distribuzione nei vari paesi di Do Not Disturb - Non disturbare:
| Paese         | Data di distribuzione | Modalità di distribuzione | Titolo utilizzato                   |
| Paesi Bassi   | 4 novembre 1999       | Cinema                    | Do Not Disturb                      |
| Portogallo    | 21 gennaio 2000       | Cinema                    | Favor Nao Incomodar                 |
| Portogallo    | 25 febbraio 2000      | Fantasporto               | Favor Nao Incomodar                 |
| Italia        | 28 aprile 2000        | Cinema                    | Do Not Disturb - Non disturbare     |
| Spagna        | 28 aprile 2000        | Cinema                    | Presa dal panico                    |
| Germania      | 1 giugno 2000         | Cinema                    | Do Not Disturb - Zwei Augen zu viel |
| Francia       | 14 giugno 2000        | Cinema                    | Issue de secours                    |
| Ungheria      | 24 agosto 2000        | Home video                | Szó nélkül                          |
| Corea del Sud | 26 agosto 2000        | Cinema                    | Titolo non disponibile              |
| Australia     | 15 novembre 2000      | Home video                | Titolo non disponibile              |
| Finlandia     | 16 febbraio 2001      | Cinema                    | Do Not Disturb                      |
| Malaysia      | 22 febbraio 2001      | Cinema                    | Titolo non disponibile              |
| Giappone      | 10 marzo 2001         | Cinema                    | Titolo non disponibile              |
| Argentina     | 5 luglio 2001         | Home video                | Busuqueda desesperada               |
| Messico       | 4 ottobre 2002        | Cinema                    | Testigo ocular                      |
| Hong Kong     | 23 novembre 2002      | European Film Festival    | Titolo non disponibile              |
| Perù          | 13 marzo 2003         | Cinema                    | Titolo non disponibile              |
| Brasile       | Data non disponibile  | Modalità non disponibile  | Tiros na Escuridao                  |
| Canada        | Data non disponibile  | Modalità non disponibile  | Témoin muet                         |
| Russia        | Data non disponibile  | Modalità non disponibile  | Беспокойный свидетель               |
| USA           | Data non disponibile  | Modalità non disponibile  | Silent Witness                      |